# Susannah Townsend
Susannah Townsend (Londen, 28 juli 1989) is een Engelse hockeyspeelster. In 2015 won Townsend met de Engelse ploeg de Europese titel.
Townsend won 2016 met de Britse hockeyploeg de gouden olympische medaille, door in de finale Nederland te verslaan na het nemen van shoot-outs.

## Erelijst

### Groot-Brittannië
- 2016 –  Olympische Spelen in Rio de Janeiro

### Engeland
- 2014 - 11e WK in Den Haag
- 2015 -  EK in Londen
- 2017 -  EK in Amstelveen
- 2018 - 6e WK in Londen